# Daniel Malhue
Daniel Ignacio Malhue Toro (Santiago del Cile, 13 febbraio 1995) è un calciatore cileno, attaccante del Rodelindo Román.